# Fagraea spicata
Fagraea spicata là một loài thực vật có hoa trong họ Long đởm. Loài này được Baker mô tả khoa học đầu tiên năm 1896.